# فشل حكومي
الفشل الحكومي  هو مصطلح اقتصادي أساسًا مرتبط بفشل السوق، ويشير إلى خسائر متولدة عن تدخل حكومي في الاقتصاد قد يؤدي إلى تغييب الكفاءة وانخفاض الرفاه الاقتصادي. في نفس الوقت ونظرًا للطبيعة المبهمة للمصطلح، قد يشمل خصائص ومظاهر مرتبطة بفشل الدولة، مثل افتقارها للقوى المؤسسية والقدرة العملية جوهريًا، أي غياب النظام بصورة أساسية.